# Julián Arteaga Sáenz
Julián Arteaga Sáenz (Arbeiza, 1850 - Pamplona, 4 de enero de 1921) fue un arquitecto español que ejerció su profesión fundamentalmente en Pamplona donde fue nombrado arquitecto municipal aunque también ejerció en Tudela como arquitecto municipal igualmente. Su estilo arquitectónico se clasifica más dentro del modernismo aunque hay variaciones de estilos reflejadas en varias de sus obras dentro del Eclecticismo propio del momento. Fue coetáneo de Florencio Ansoleaga y Ángel Goicoechea Lizarraga. Serapio Esparza le sustituyó como arquitecto municipal.

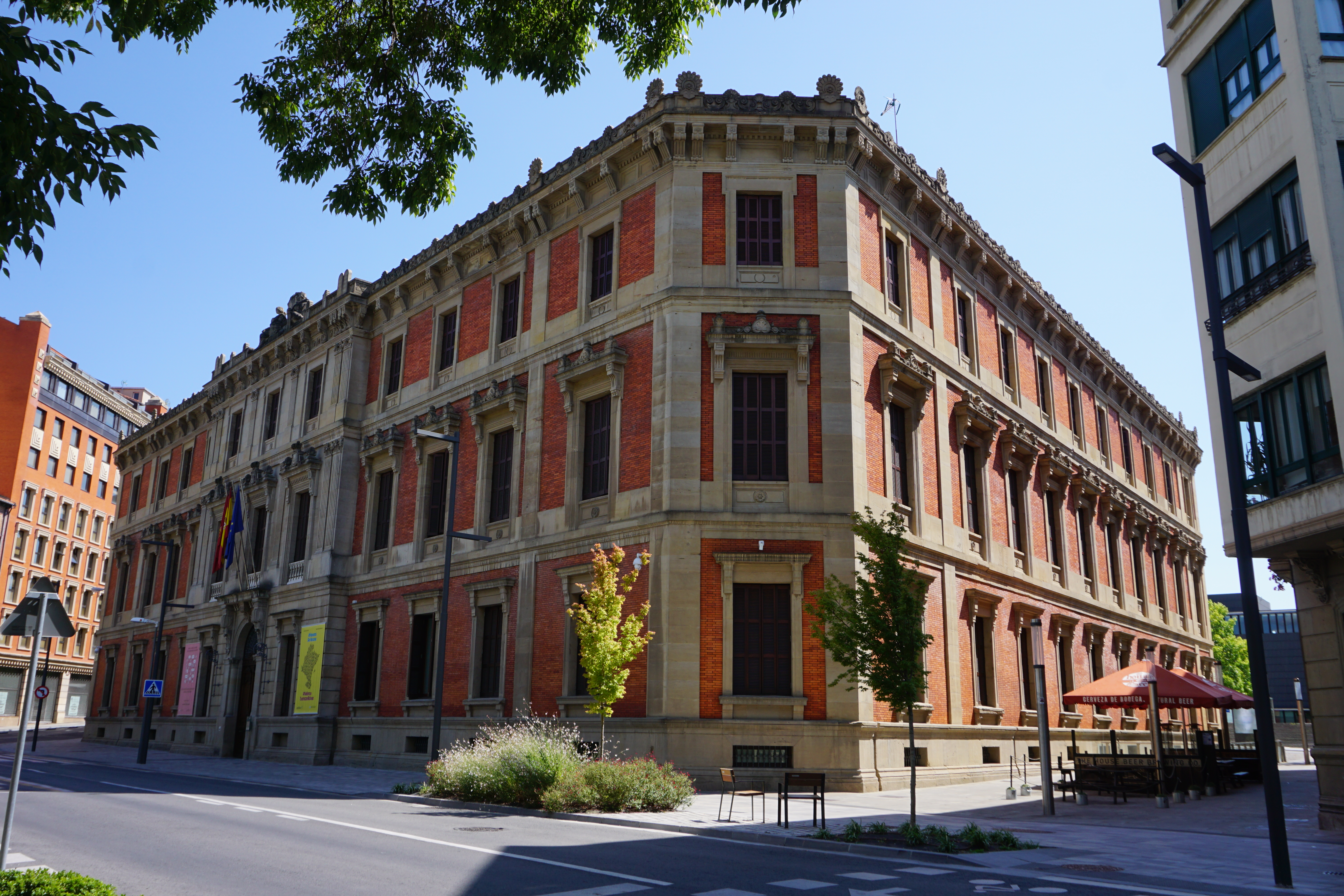
Palacio de Justicia de Pamplona (antiguo) actual sede del actual Parlamento de Navarra fue obra de Julián Arteaga.

## Biografía
Se forma como profesional en la Escuela Superior de Arquitectura de Madrid obteniendo el título el 22 de enero de 1872. En este centro coincidió con los principales representantes de la arquitectura historicista madrileña como Emilio Rodríguez Ayuso, una de las figuras del neomudéjar de Madrid, Agustín Ortiz de Villajos, representantes del eclecticismo, Eduardo Adaro, figura más clasicista, y Ricardo Magdalena, arquitecto municipal de Zaragoza.
Hasta el verano de 1888 residió en Tudela, donde ejerció como arquitecto municipal. Este año pasa a ocupar el mismo cargo en el ayuntamiento de Pamplona donde permanecerá hasta su jubilación en 1915.
Al igual que otros arquitectos coetáneos, por un acuerdo con el ayuntamiento, impartió clases en la Escuela de Artes y Oficios de Pamplona.

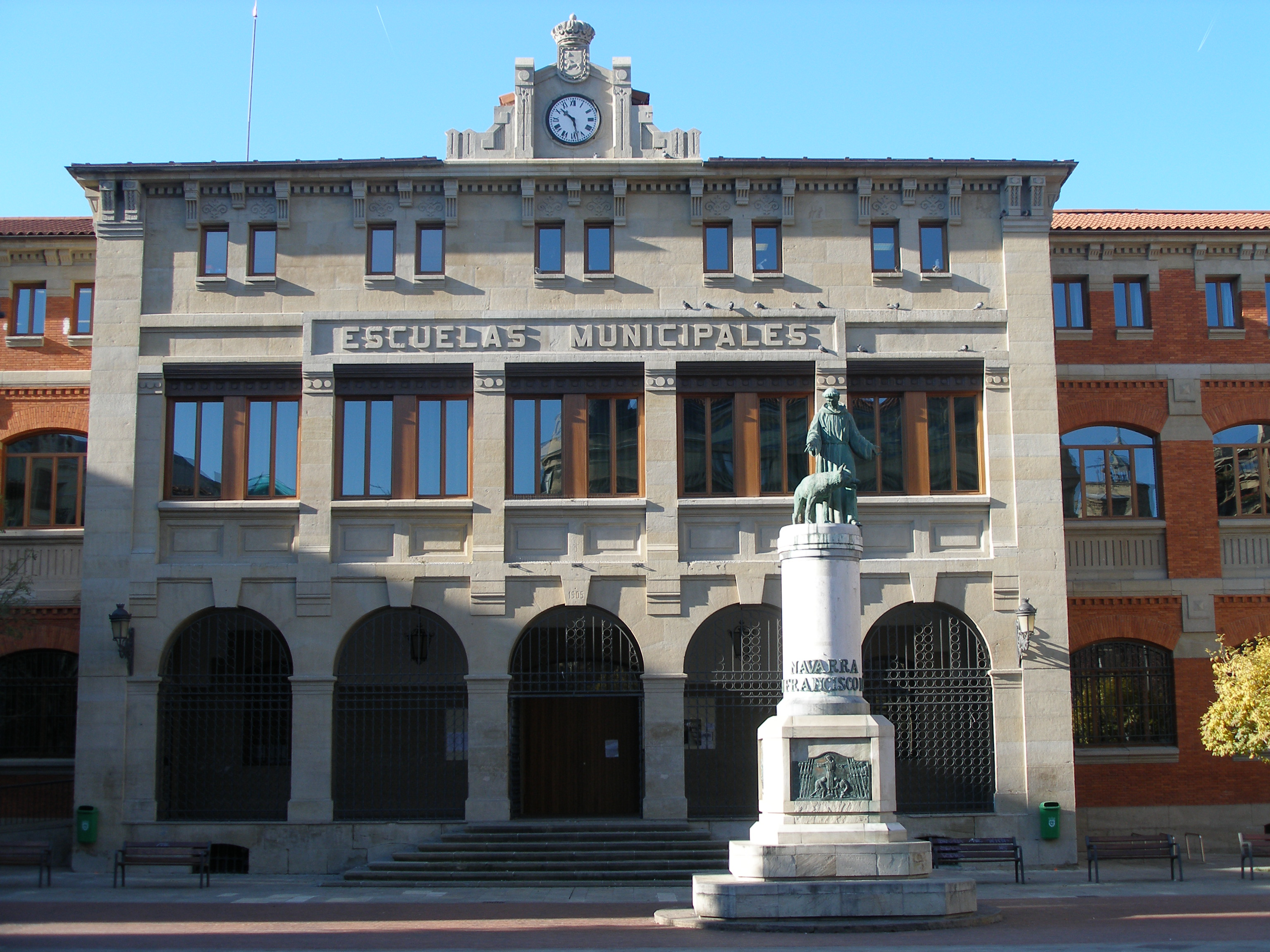
Escuelas muinicipales de San Francisco, en la Plaza de San Francisco.

## Obras
Desarrolló una amplia actividad dentro de su cargo como arquitecto municipal. Es junto a Florencio Ansoleaga y Ángel Goicoechea el autor de varios de los edificios levantados en el Primer Ensanche de Pamplona entre 1890-1900, hasta siete bloques, así como el diseño de los planos de varias manzanas realizados previamente en 1889.

### Arquitectura civil pública
- Palacio de Justicia de Pamplona (antiguo) actualmente sede del Parlamento de Navarra: es el autor de este edificio que se construyó como Palacio de Justica en 1892, en el Primer Ensanche de Pamplona, obra sin duda, la más interesante de Arteaga, y cuya total ejecución llevó consigo bastantes problemas. Extramuros de la ciudad se construyó una nueva cárcel según los planos del arquitecto municipal (1900).
- Las Escuelas Municipales de San Francisco, en la plaza de San Francisco (1902) son también obra suya.
- Matadero Municipal de Pamplona (1905), extramuros de Pamplona, cerca del emplazamiento que ocupa actualmente la nueva cárcel de Pamplona en Santa Lucía.[5]

Julián Arteaga fue también uno de los primeros diseñadores e impulsores del Segundo Ensanche de Pamplona elaborando un anteproyecto en 1909 donde indica que las gestiones del derribo de las murallas, que se efectuó en 1915, se llevaba impulsando desde 1901.

### Arquitectura civil privada

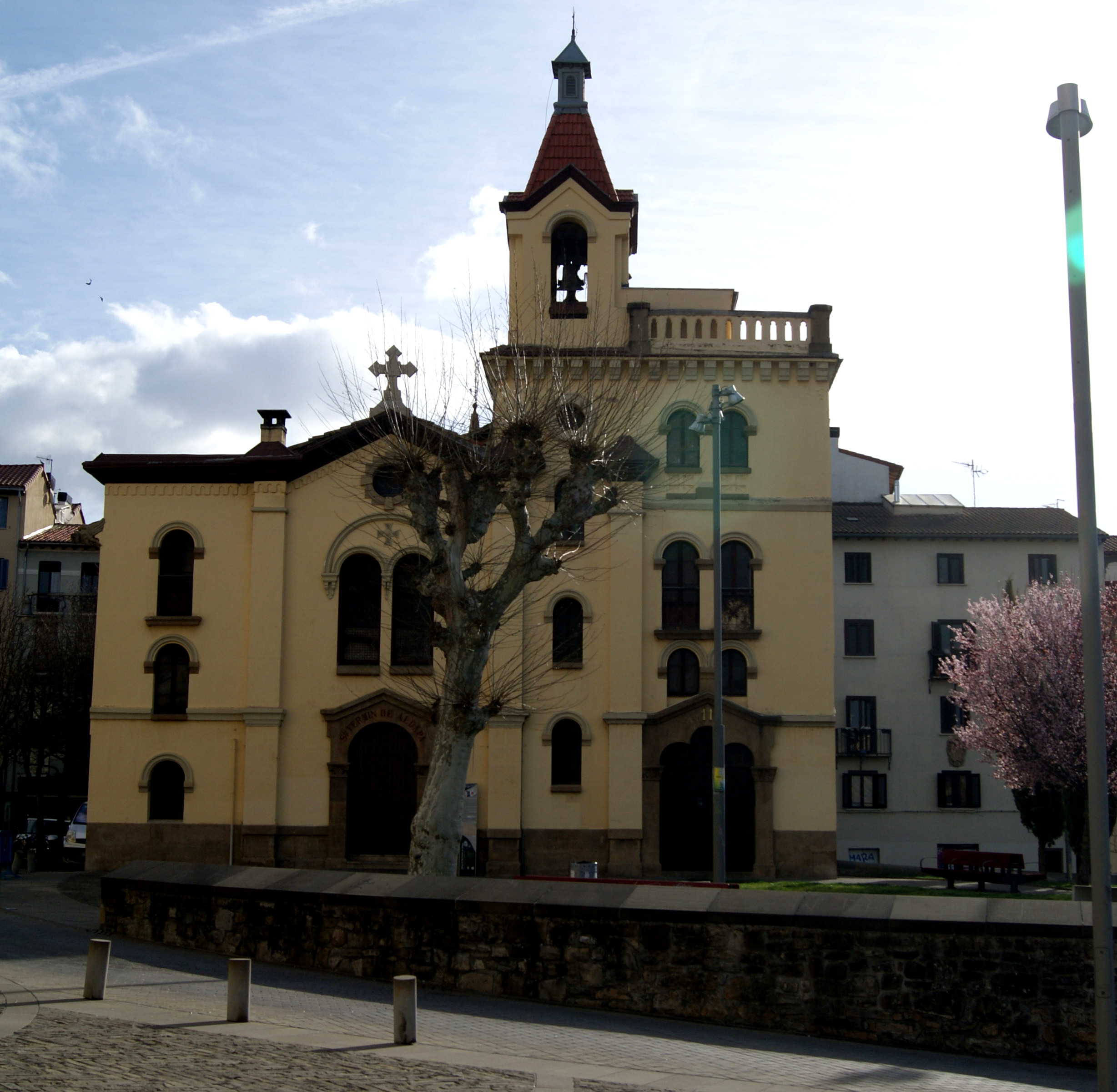
Iglesia de San Fermín de Aldapa en la Navarrería, vista desde la puerta del Archivo Real y General de Navarra. Fue remodelada entre 1896-1897 por Arteaga.

En el ámbito privado existen obras suyas tanto en la arquitectura civil:
- Casa Baleztena (1888) levanta una planta de altura.[7]

- La Villa Nemesia Enea (1899), levantada en el Primer Ensanche, en la actual calle del Padre Moret esquina con la calle de José Alonso.[8]
- Una vivienda realizada en 1892 en el Paseo de Sarasate número 15, con un portal realizado posteriormente de estilo modernista (1908).

### Arquitectura religiosa
Dentro del apartado de edificios religiosos destacan:
- Remodelación y ampliación de la Iglesia de San Fermín de Aldapa, en la Navarrería de Pamplona en 1896-1897. Fue su primer trabajo importante de carácter religioso.[9] Presenta una fachada modernizada siguiendo el estilo empleado por Florencia Ansoleaga dos años antes en el Asilo de las Madres Josefinas, extramuros de Pamplona, en el barrio de la Magdalena.[10] En este edificio realizará una portada que recuerda al románico toscano, repitiendo su empleo en 1901, en el convento de las Franciscanas y que también empleará Florencio Ansoleaga en 1909 en el convento de las Siervas de María situado en la plazuela de San José, junto a la Catedral de Pamplona.[11]
- El Convento de las Franciscanas Misioneras de María (1901), conocidas como las Monjas Blancas,[12] es un edificio situado en el Soto de Lezcairu que sigue una estética neomedievalista.

### Manantial de Arteta
Como arquitecto municipal en 1887 completa la Memoria y planos del anteproyecto de traída y distribución de las aguas del manantial del valle de Ollo un proyecto que buscaba el agua del manantial subterráneo de Arteta, a 25 km de Pamplona, y que estaba iniciado y firmado por su predecesor Blas Iranzo. Este proyecto tardaría varios años en ejecutarse, dio origen a la Casa de Aguas de Mendillorri. La inauguración se celebró el 6 de julio de 1895 con la apertura de la fuente situada entonces en el Paseo de Sarasate.

## Homenajes y reconocimientos
- Desde 2015 el Ayuntamiento de Pamplona le dedica una calle en el Primer Ensanche,[14] donde precisamente se inicia la misma con uno de los edificios por el diseñados.